# Bardhyl Selimi

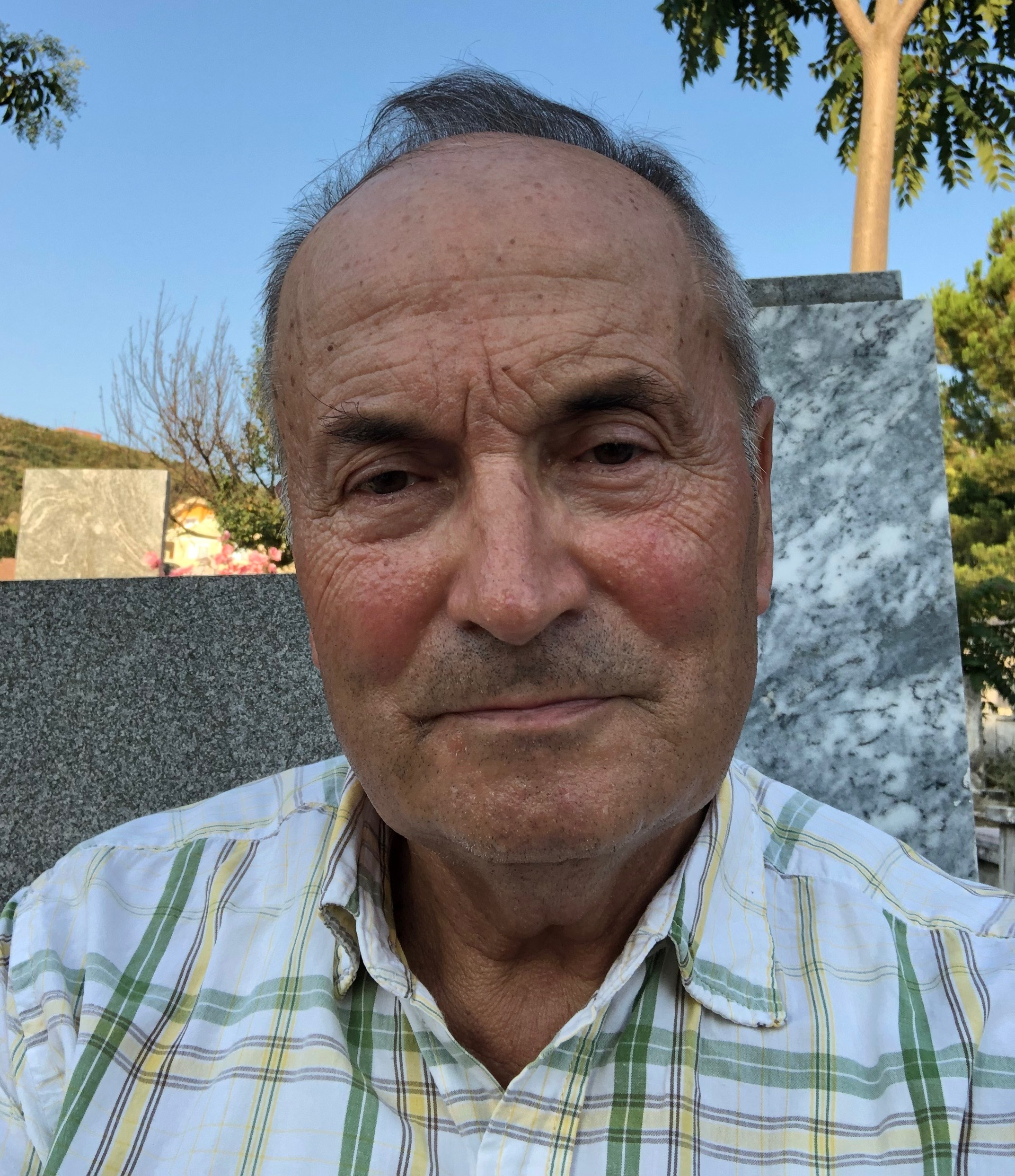
Bardhyl Selimi

Bardhyl Adem Selimi (* 25. August 1945 im Kosovo) ist ein albanischer Esperantist und Mathematiker.

## Leben
Selimi wurde Ende August 1945 im Kosovo geboren und wohnte ab 1946 in Tirana. Er erreichte im Jahr 1967 seinen Abschluss in Mathematik an der Universität Tirana und unterrichtete anschließend 40 Jahre lang Mathematik an verschiedenen Einrichtungen des albanischen Bildungssystems. Er nahm eine mehrjährige Tätigkeit als Leitungsmitglied und Sekretär des albanischen Esperanto-Instituts wahr und war Mitarbeiter am Wörterbuch Plena Ilustrita Vortaro sowie einer der ständigen Redakteure der esperantosprachigen Monatszeitschrift Monato. Der Esperanto-Weltkongress (Universala Kongreso) in Reykjavík ehrte ihn 2013 für seine Aktivitäten für die albanische Esperanto-Bewegung.
Selimi ist verheiratet und hat zwei Töchter.

## Veröffentlichungen
Auswahl aus seinen Übersetzungen, aus dem Albanischen ins Esperanto: 
- La sloganoj el ŝtonoj („Parullat me gurë“). Von Ylljet Aliçka, albanischer Schriftsteller und Botschafter Albaniens in Frankreich. Erzählungen aus dem Leben Albaniens während der Diktatur von Enver Hoxha und aus dem Leben des neuen Albaniens nach dem Umsturz. Die Übersetzung ins Esperanto erfolgte durch Bardhyl Selimi und Tomasz Chmielik. Eine zweite, berichtigte Ausgabe erschien 2019:

- Ylljet Aliçka: Sloganoj el ŝtonoj. Tradukita el la albana: Bardhyl Selimi kaj Tomasz Chmielik, Embres-et-Castelmaure, Monda Asembleo Socia (MAS), 2019 ISBN 978-2-36960-178-4

| Personendaten    | Personendaten                             |
| ---------------- | ----------------------------------------- |
| NAME             | Selimi, Bardhyl                           |
| ALTERNATIVNAMEN  | Selimi, Bardhyl Adem (vollständiger Name) |
| KURZBESCHREIBUNG | albanischer Esperantist und Mathematiker  |
| GEBURTSDATUM     | August 1945                               |
| GEBURTSORT       | Kosovo                                    |